# Witold Charewicz
Witold Charewicz (ur. 1939 r., zm. 2009 r.) – polski inżynier chemik. Absolwent Politechniki Wrocławskiej. Od 1986 r. profesor na Wydziale Chemicznym Politechniki Wrocławskiej i prorektor Politechniki Wrocławskiej (1987-1990).